# Moda gótica

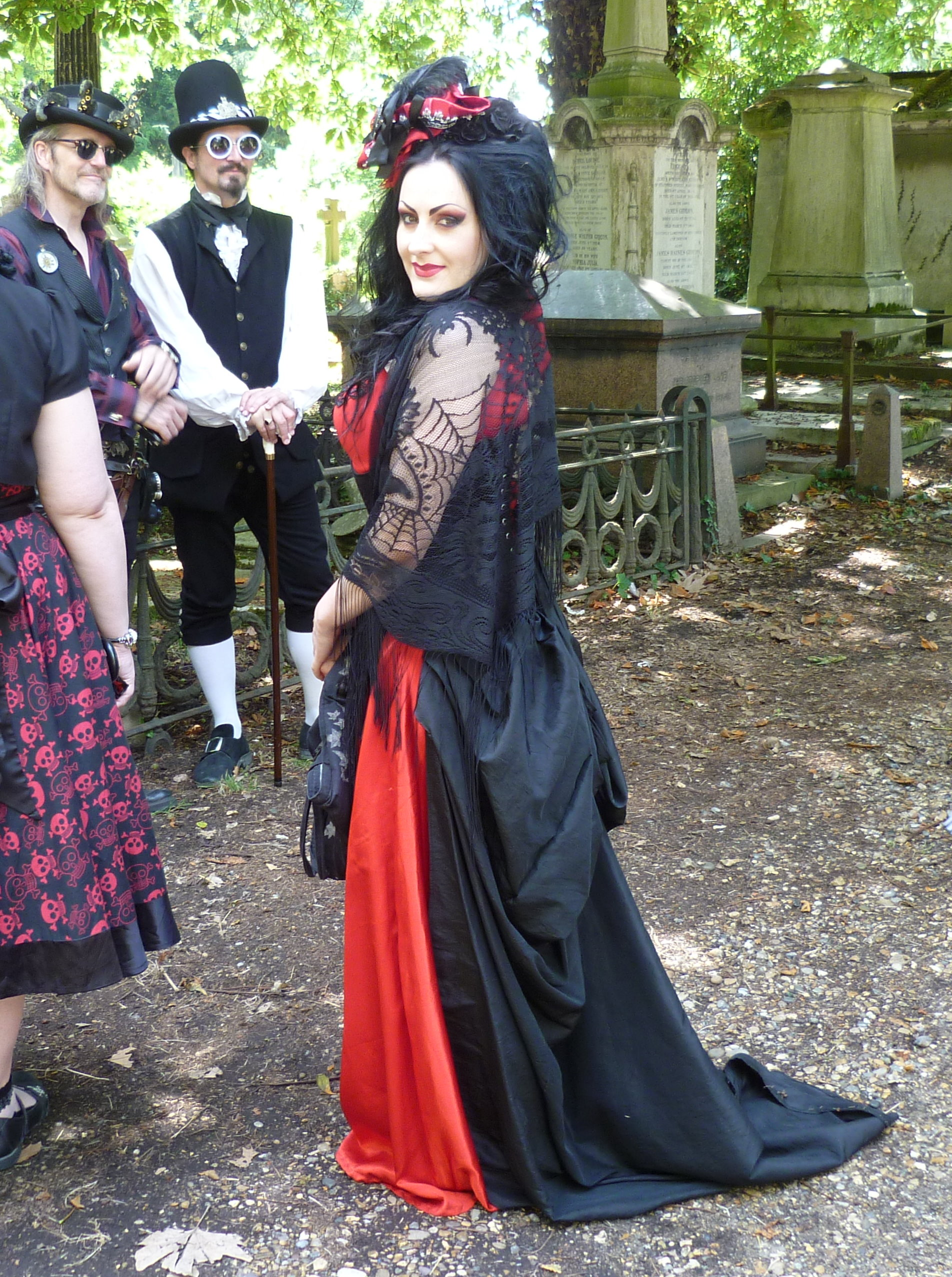
Uma mulher gótica na abertura do Cemitério de Kensal Green em 2015.

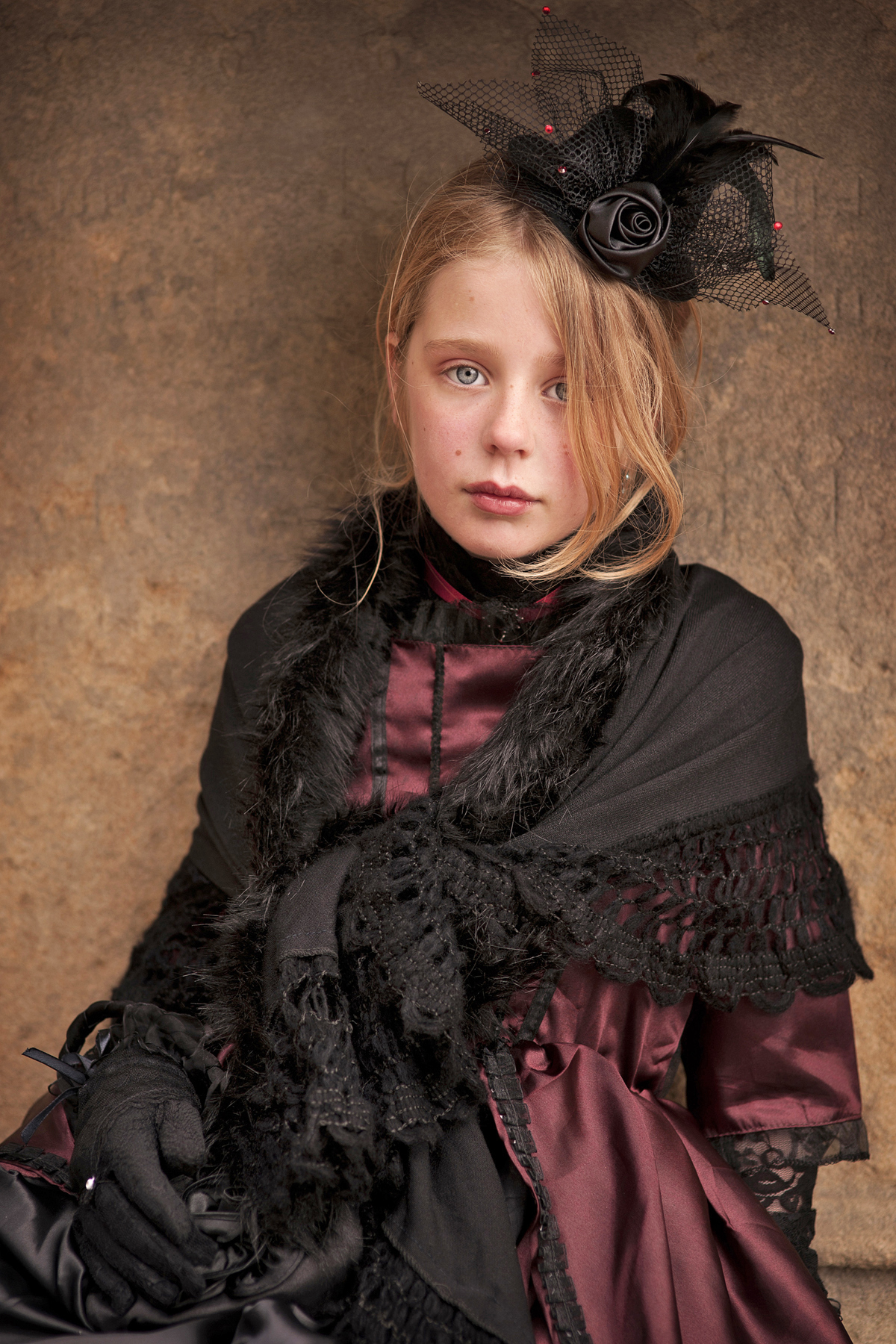
Menina vestida em um traje Vitoriano durante o Whitby Gothic Weekend festival em 2013

Estilo gótico ou moda gótica é um estilo de roupas marcado por cores escuras, misteriosas e acessórios homogêneos. Ela é usada pelos adeptos e entusiastas da subcultura gótica. O estilo das vestimentas são geralmente mórbidos e sombrios. O típico estereótipo do estilo gótico inclui um rosto pálido com cabelos pretos, batons e roupas pretas, embora nem sempre estas descrições sejam de fato o estereótipo padrão. Homens e mulheres góticos vestem tanto delineador e esmalte de unha escuro — cabelos longos ou desgrenhados também são comuns. Embora haja uma ampla diversidade de estilos dentro da subcultura gótica, muitos deles possuem influências do medieval, vitoriano, elizabetano, expressionismo, punk, glam e new romantic, bem como a simbologia egípcia, cristã e gostos em comum com o terror e o sombrio.

## Características

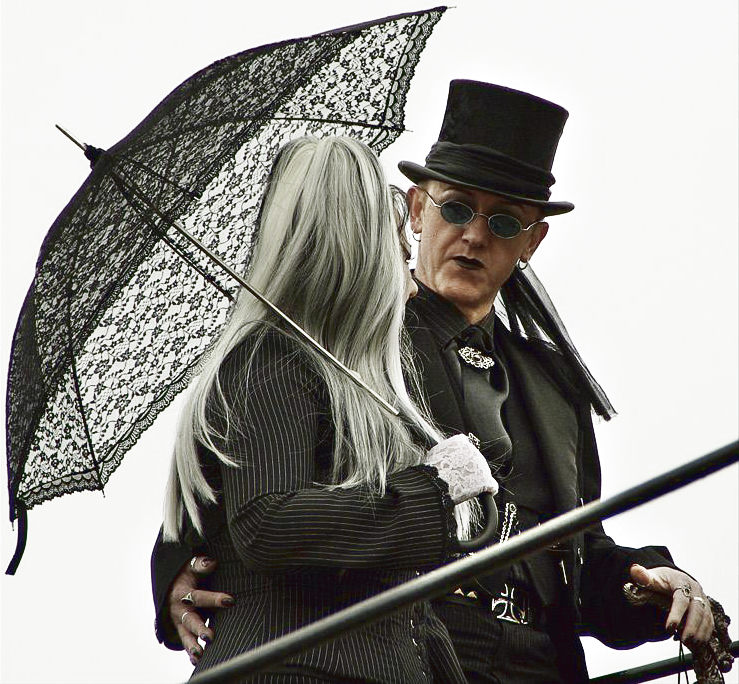
Um casal em vestuário gótico.

Cintra Wilson declara que "as origens do estilo contemporâneo gótico são encontrados nos cultos de lutos vitorianos." Valerie Steele é um especialista na história do estilo.
A moda gótica é reconhecida pelo seu vestuário preto. Ted Polhemus descreveu a moda gótica como uma "profusão de veludos pretos, rendas, meia arrastão e couro tingido de púrpura ou roxo, firmemente espartilhos atados, luvas, precárias jóias ou símbolos retratando religiosidade, temas filosóficos ou ocultistas". O pesquisador Maxim W. Furek observou que: "gótico é uma revolta contra a maré da moda dos anos 1970, a discoteca era um protesto contra o colorido pastel e a extravagância dos anos 1980. O cabelo preto, roupas escuras e palidez fornece o estereótipo básico do gótico. Pode-se, paradoxalmente, argumenta que o visual gótico é exagerado como apenas um olhar casual na forte ênfase nas capas escuras, babados nos punhos, maquiagem pálida e cabelo tingido demonstram uma versão moderna do excesso vitoriano tardio."

## Ícones

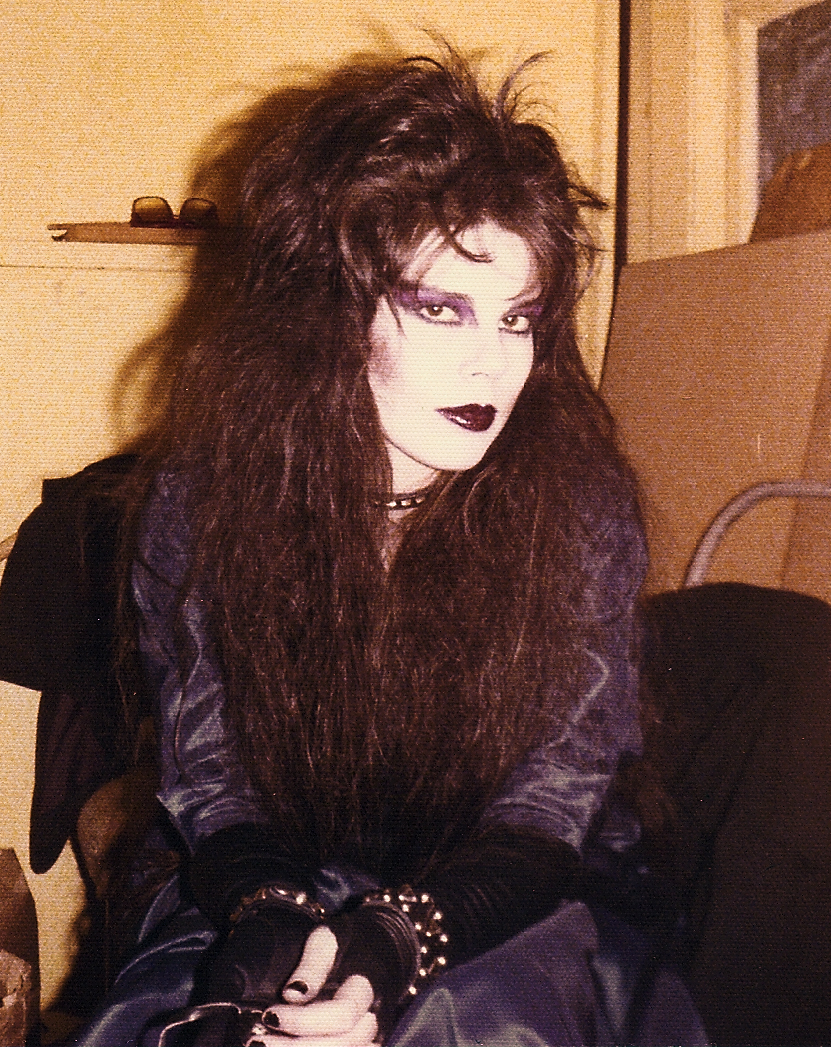
Patricia Morrison circa 1978

Um estilo feminino é o de Theda Bara, que interpretava mulheres fatais no cinema da década de 1900 e 1920, conhecida por suas sombras escuras. A cantora Siouxsie Sioux (vocalista da banda Siouxsie & the Banshees) foi particularmente influente no estilo de vestir na cena do rock gótico britânico; Paul Morley, do NME, descreveu o show dos Siouxsie & the Banshees em 1980: "[Siouxsie] estava modelando sua mais nova roupa, que influenciaria a maneira de como as garotas iriam se vestir nos próximos meses. Cerca da metade das garotas de Leeds usaram Sioux como base para a sua aparência, do cabelo ao tornozelo".

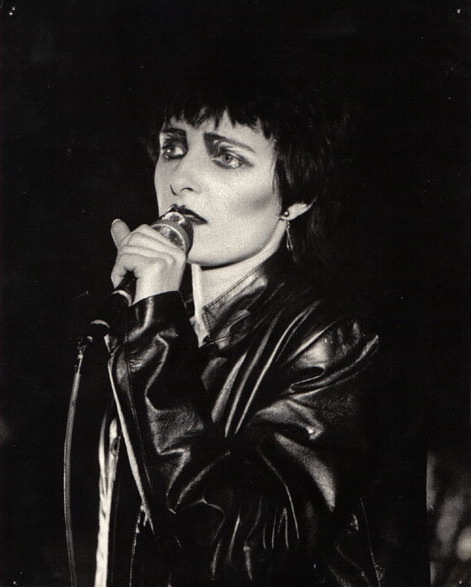
Siouxsie Sioux

Robert Smith, Musidora, Bela Lugosi, Bettie Page, Vampira, Morticia Addams,Elvira, Nico, Rozz Williams, David Bowie, Lux Interior, Patricia Morrison e Dave Vanian também são considerados ícones do estilo. Nos anos 80 surgiram designers como Drew Bernstein, da Lip Service, enquanto nos anos 90 surgiria uma onda de estilistas góticos dos Estados Unidos, muitos dos quais continuam a evoluir o estilo e a moda até os dias atuais. Revistas de estilo, como a Gothic Beauty, deram novos recursos a alguns designers de moda góticos que começaram suas gravadoras nos anos 90, como Kambriel, Rose Mortem e Tyler Ondine do Heavy Red. Modelos góticos(as) influentes incluem Wednesday Lourning, Adora BatBrat e Lady Amaranth.